# خرخرة

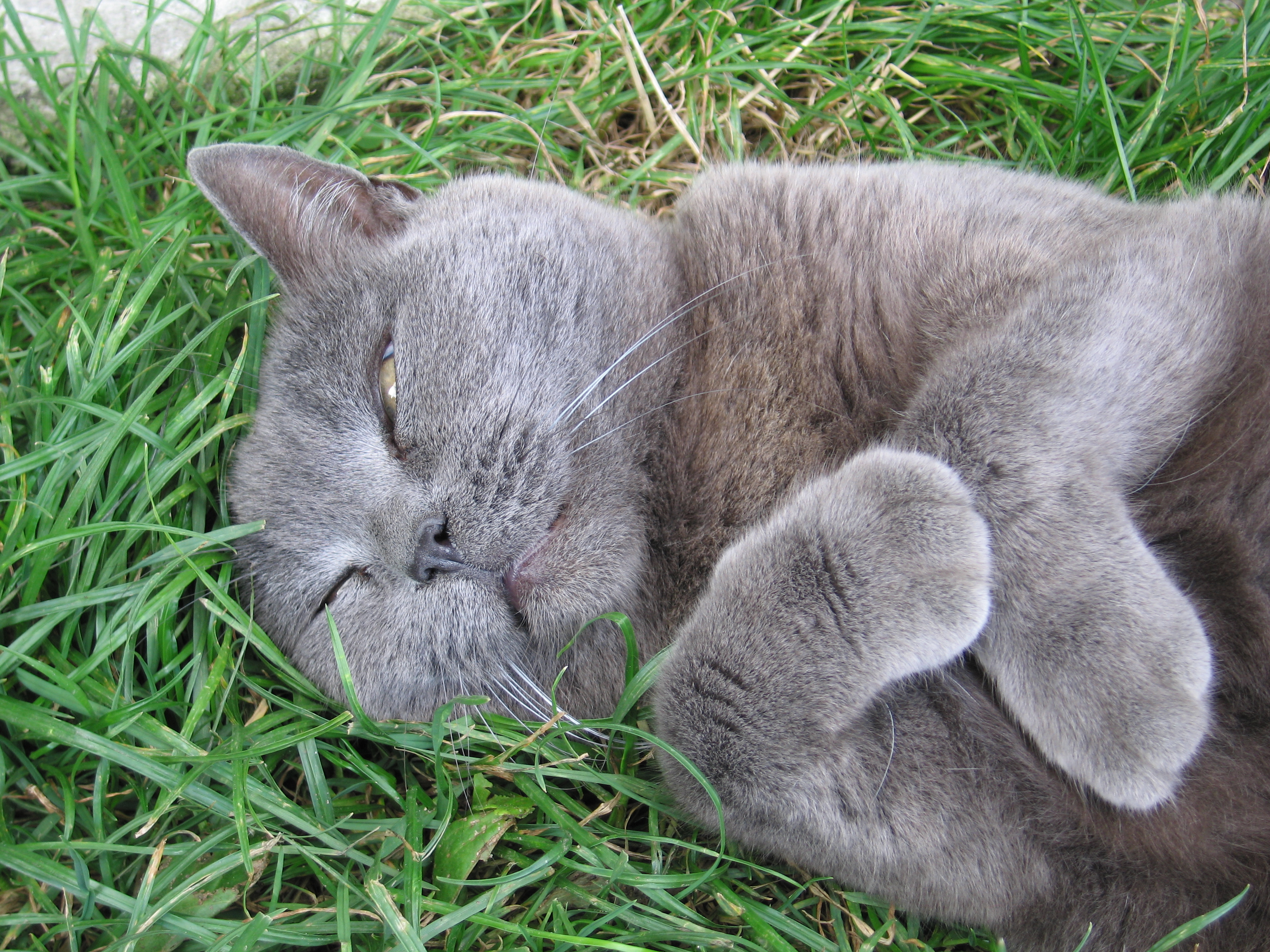

الخَرْخَرَةُ صوت تصدره السنوريات عند شعورها بالفرح والطمأنينة، وللدلالة على السرور، وأيضا عند اقترابها من أصحابها القطط والمفضلين لديها من البشر. والخرخرة تصدرها أيضا بعض القطط المريضة عند شعورها بالوهن أو الالم المزمن أو بالاكتئاب.
عندما تخرخر السنوريات يصبح من المستحيل سماع صوت دقات قلبها أو تنفسها جيدًا والكثير من القطط تتوقف عن الخرخرة إذ ترى ماءً جاريًا من صنبور، وعند ذلك يمكن سماع دقات القلب والتنفس بشكل أوضح، حتى أن بعض البياطرة يفتحون الصنبور في غرفة الكشف لتتوقف القطة عن الخرخرة حتى يتمكن من الكشف عليها بنجاح.
من الحيوانات الأخرى غير القطط، التي تخرخر: الراكون والزباديات والنموس والدببة والغريروات والثعالب والضباع والأرانب والسناجب والتابيرات وغيرها.